# Tephrocactus
Tephrocactus  es un género de la familia Cactaceae, endémicas de Argentina. Comprende 73 especies descritas y de estas, solo 15 aceptadas.

## Taxonomía
El género fue descrito por Charles Lemaire y publicado en Les Cactées 88. 1868. La especie tipo es: Tephrocactus diademata  (Lem.) Lem.. 
Etimología
Tephrocactus: nombre genérico que deriva de las palabras griegas: tephra, "ceniza", refiriéndose al color de la planta) y cactus por la familia.

## Especies aceptadas
A continuación se brinda un listado de las especies del género Tephrocactus aceptadas hasta abril de 2015, ordenadas alfabéticamente. Para cada una se indica el nombre binomial seguido del autor, abreviado según las convenciones y usos.	 
- Tephrocactus alexanderi
- Tephrocactus articulatus
- Tephrocactus aoracanthus
- Tephrocactus camachoi  Backeb.
- Tephrocactus campestris  (Britton & Rose) Backeb.
- Tephrocactus chichensis  Cárdenas
- Tephrocactus diademata  (Lem.) Lem.
- Tephrocactus echinaceus  F. Ritter
- Tephrocactus geometricus
- Tephrocactus halophilus  (Speg.) Backeb.
- Tephrocactus heteromorphus  Backeb.
- Tephrocactus kuehnirichianus  Backeb.
- Tephrocactus leoninus  Backeb.
- Tephrocactus molinensis
- Tephrocactus multiareolatus  F. Ritter
- Tephrocactus parvisetus  Backeb.